# Campeonato Africano de Atletismo de 2016 - Decatlo masculino
A prova do decatlo masculino do Campeonato Africano de Atletismo de 2016 foi disputada entre os dias 22 e 23 de junho no Kings Park Stadium  em Durban, na África do Sul. Participaram da prova 10 atletas. 

## Recordes
Antes desta competição, os recordes mundiais e do campeonato nesta prova eram os seguintes:
|                       | Nome           | Nacionalidade  | Pontos   | Local      | Data                 |
| --------------------- | -------------- | -------------- | -------- | ---------- | -------------------- |
| Recorde mundial       | Ashton Eaton   | Estados Unidos | 9045 pts | Pequim     | 29 de agosto de 2015 |
| Recorde do campeonato | Larbi Bouraada | Argélia        | 8311 pts | Marraquexe | 11 de agosto de 2014 |
| Recorde africano      | Larbi Bouraada | Argélia        | 8332 pts | Ratingen   | 15 de junho de 2012  |

## Medalhistas
| Ouro                      | Prata              | Bronze         |
| Fredriech Pretorius (RSA) | Atsu Nyamadi (GHA) | Ali Kamé (MAD) |

## Cronograma
Todos os horários são locais (UTC+2). 
| Data        | Hora  | Evento                   |
| ----------- | ----- | ------------------------ |
| 22 de junho | 09:00 | 100 metros               |
| 22 de junho | 09:50 | Salto em distância       |
| 22 de junho | 11:00 | Arremesso de peso        |
| 22 de junho | 16:05 | Salto em altura          |
| 22 de junho | 19:40 | 400 metros               |
| 23 de junho | 09:00 | 110 metros com barreiras |
| 23 de junho | 09:45 | Lançamento de disco      |
| 23 de junho | 11:00 | Salto com vara           |
| 23 de junho | 16:45 | Lançamento de dardo      |
| 23 de junho | 18:50 | 1500 metros              |

## Classificação final
| Pos.              | Atleta              | Nacionalidade   | 100 m | SD   | AP    | SA   | 400 m | 110 m | AD    | SV   | LD    | 1500 m  | Total | Notas |
| ----------------- | ------------------- | --------------- | ----- | ---- | ----- | ---- | ----- | ----- | ----- | ---- | ----- | ------- | ----- | ----- |
| Medalha de ouro   | Fredriech Pretorius | África do Sul   | 11.10 | 7.26 | 13.30 | 1.97 | 49.89 | 14.44 | 38.60 | 4.70 | 53.11 | 4:25.28 | 7780  |       |
| Medalha de prata  | Atsu Nyamadi        | Gana            | 11.31 | 7.09 | 13.83 | 1.97 | 50.91 | 15.04 | 43.26 | 3.70 | 63.48 | 4:36.12 | 7501  |       |
| Medalha de bronze | Ali Kamé            | Madagáscar      | 11.60 | 6.51 | 13.40 | 1.88 | 52.20 | 15.59 | 39.10 | 4.30 | 55.65 | 5:00.76 | 6892  |       |
| 4                 | Guillaume Thierry   | Ilhas Maurícias | 11.83 | 6.78 | 14.17 | 1.82 | 54.50 | 16.15 | 41.35 | 4.50 | 56.69 | 5:09.42 | 6812  |       |
| 5                 | Ahmed Awad          | Egito           | 10.96 | 6.72 | 12.67 | 1.91 | 50.70 | 16.70 | 40.70 | 3.30 | 54.30 | 4:56.34 | 6770  |       |
| 6                 | Fabrice Rajah       | Ilhas Maurícias | 12.02 | 6.11 | 12.26 | 1.88 | 54.85 | 15.43 | 34.62 | 4.30 | 48.55 | 4:50.75 | 6417  |       |
| 7                 | Gilbert Koech       | Quênia          | 11.40 | 6.56 | 12.37 | 1.76 | 49.86 | 15.90 | 37.53 | NM   | 58.97 | 4:24.66 | 6389  |       |
| 8                 | Djibril Doucouré    | Mali            | 11.58 | 5.90 | 13.97 | 1.64 | 53.29 | 16.94 | 39.92 | NM   | 44.79 | 4:54.65 | 5590  |       |
| 09 !              | Willem Coertzen     | África do Sul   | 11.07 | 7.27 | 13.76 | 1.97 | 49.69 | 14.53 | 42.28 | 4.60 | 60.57 | DNS     | DNF   |       |
| 10 !              | Keagan Cooke        | Zimbabwe        | 11.44 | 6.75 | 12.55 | 1.91 | 49.01 | 15.33 | 37.85 | NM   | 56.07 | DNS     | DNF   |       |

Legenda
| Recorde mundial       | Recorde mundial (World record)               |                       | Recorde africano                      | Recorde africano (African) |                                           | Q | Classificado por posição (Qualified) |
| Recorde do campeonato | Recorde do campeonato (Championship record)  | Recorde da América    | Recorde da América (Americas)         | q                          | Classificado por melhor tempo (Qualified) |   |                                      |
| Melhor marca do ano   | Melhor marca do ano (World leading)          | Recorde asiático      | Recorde asiático (Asian)              | DNS                        | Não largou (Did not start)                |   |                                      |
| Recorde nacional      | Recorde nacional (National record)           | Recorde europeu       | Recorde europeu (European)            | DNF                        | Não terminou (Did not finish)             |   |                                      |
| Recorde pessoal       | Recorde pessoal do atleta (Personal best)    | Recorde da Oceania    | Recorde da Oceania (Oceania)          | DSQ / DQ                   | Desclassificado (Disqualified)            |   |                                      |
| Recorde da temporada  | Recorde da temporada do atleta (Season best) | Recorde sul-americano | Recorde sul-americano (South America) | NM                         | Sem marca (No mark)                       |   |                                      |